# Permeabilidad (transporte)

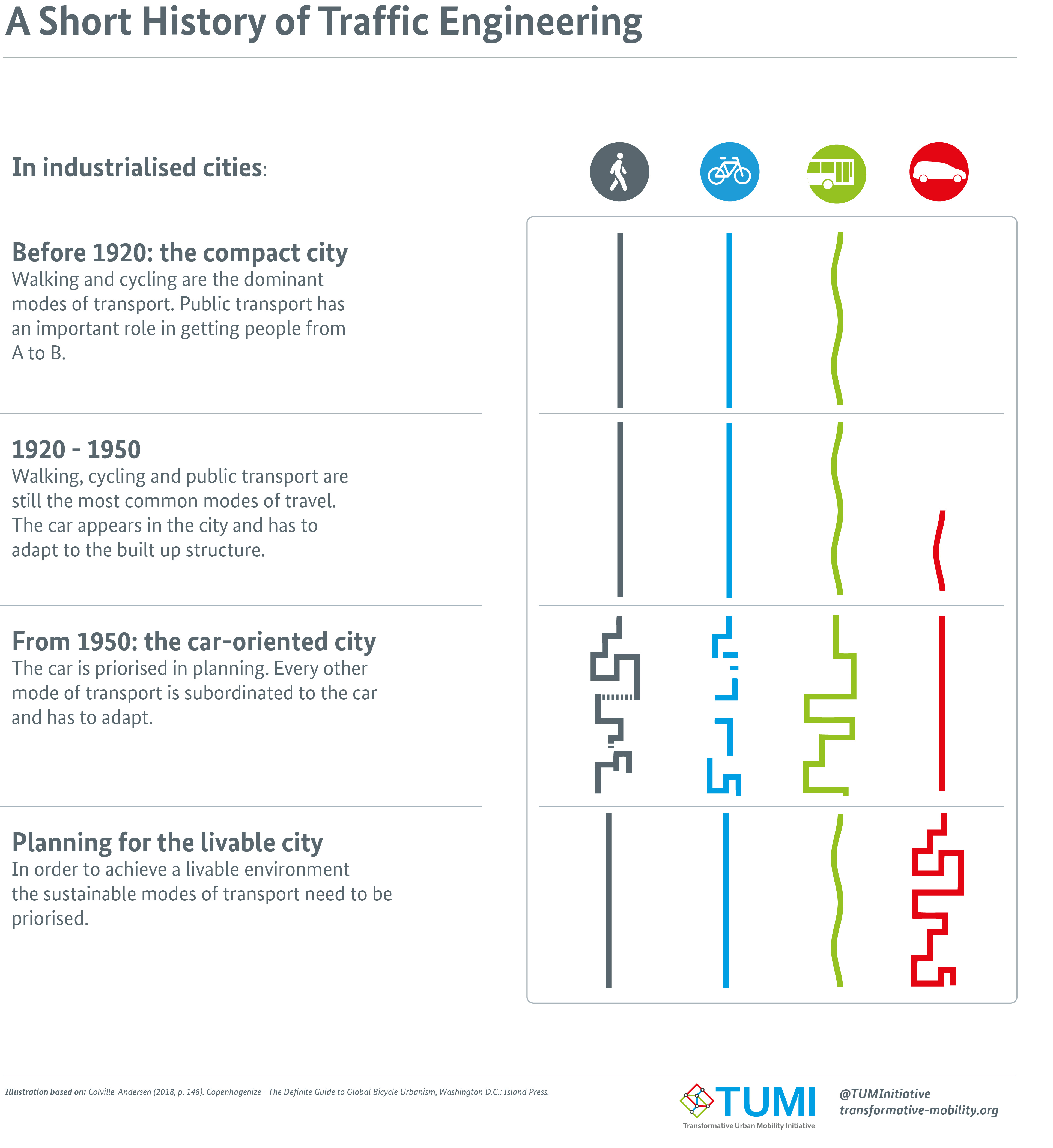
Una breve historia de la ingeniería de tráfico

La permeabilidad o conectividad describe la medida en que las formas urbanas permiten (o restringen) el movimiento de personas o vehículos en diferentes direcciones. Los términos a menudo se usan indistintamente, aunque también existen definiciones diferenciadas (véase más abajo). La permeabilidad generalmente se considera un atributo positivo de un diseño urbano, ya que permite la facilidad de movimiento y evita dividir los barrios. Se considera que las formas urbanas que carecen de permeabilidad, por ejemplo, aquellas cortadas por carreteras arteriales, o con muchos callejones sin salida largos, desalientan el movimiento a pie y fomentan viajes más largos en automóvil. Hay algunas pruebas empíricas de investigación que apoyan este punto de vista.
La permeabilidad es un principio central del Nuevo urbanismo, que favorece los diseños urbanos basados en la cuadrícula de calles tradicionales (particularmente en un contexto norteamericano). 

## Reservas

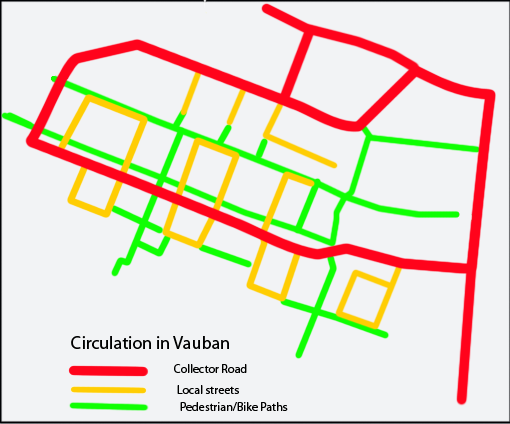
Una representación esquemática de la red de transporte en Vauban, Freiburg, Alemania. Muestra el alejamiento de la cuadrícula simple tradicional y la adopción de una cuadrícula de combinación compleja. Esta red ejemplifica la distinción entre conectividad y permeabilidad. El dibujo muestra los tres tipos de conectores: carreteras en rojo, calles locales en naranja y ciclovías peatonales en verde.

Una ilustración esquemática de la distinción entre conectividad y permeabilidad: Del gris claro al oscuro, las calles se vuelven menos permeables a un número cada vez mayor de medios de transporte, como camiones, autobuses, automóviles y bicicletas, hasta que solo los peatones tienen acceso a las calles más estrechas, empinadas o escalonadas.. La conectividad sigue siendo idéntica. (Dibujo basado en Stephen Marshall)

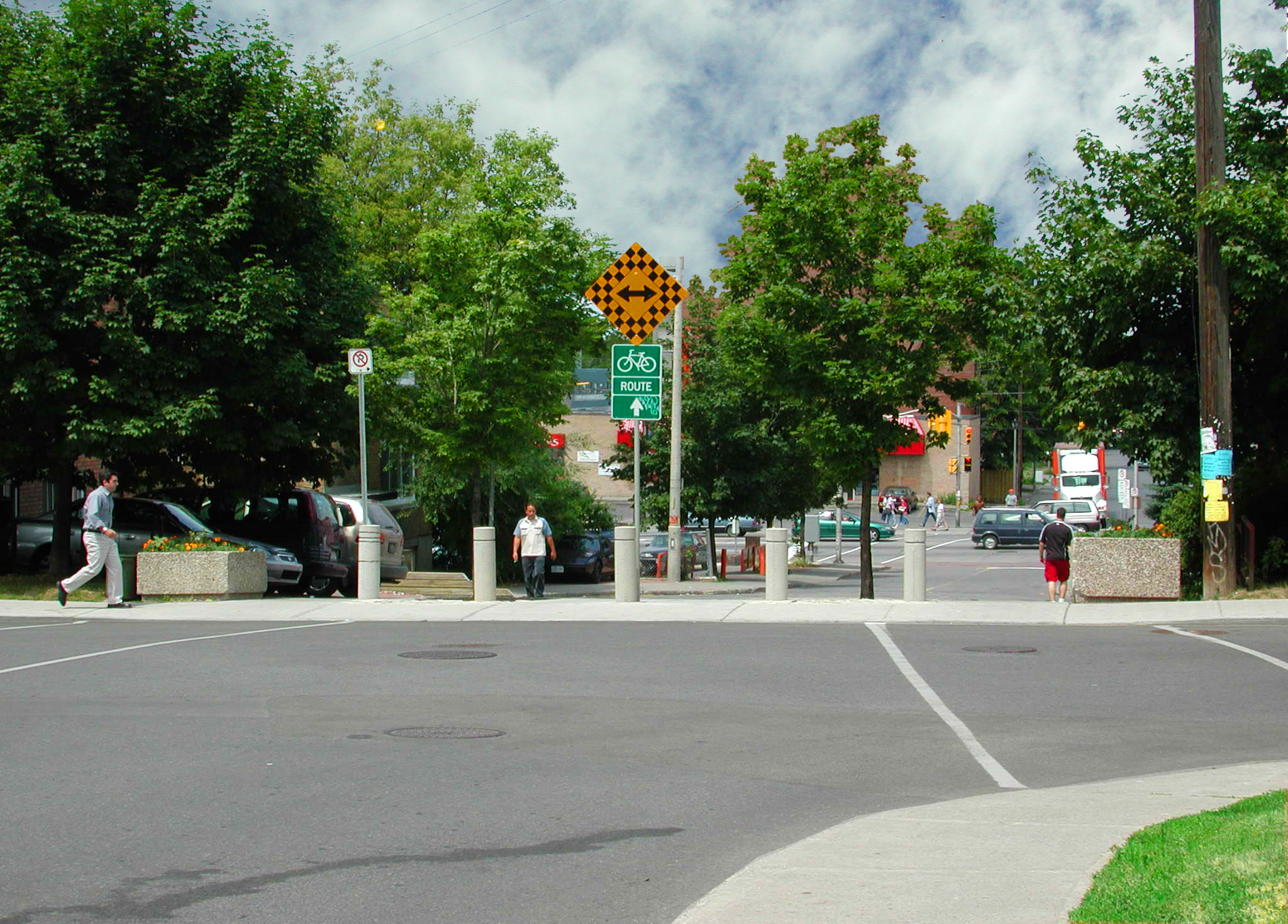
Esta modernización de callejón sin salida ejemplifica la diferencia entre conectividad y permeabilidad en la práctica. Fue creado para mejorar el flujo de tráfico en una importante "calle principal" comercial al "filtrar" los automóviles en este cruce. Las bicicletas y los peatones conservan la accesibilidad total

Hay dos reservas principales relacionadas con la permeabilidad. La primera se relaciona con los delitos contra la propiedad . Aunque el tema es discutido, hay algunas pruebas de investigación que sugieren que la permeabilidad puede estar positivamente correlacionada con delitos como el robo con allanamiento de morada. Una nueva investigación ha ampliado la discusión sobre este tema en disputa. Un estudio reciente realizó un análisis espacial extenso y correlacionó varios factores sociales, del plano del sitio y del edificio con las frecuencias delictivas e identificó matices en las posiciones contrastantes. El estudio analizó, entre otros: a) tipos de vivienda, b) densidad unitaria (densidad de sitio), c) movimiento en la calle, d) callejones sin salida o cuadrículas y e) la permeabilidad de un área residencial. Entre sus conclusiones se encuentran, respectivamente, que: a) los pisos son siempre más seguros que las casas y la riqueza de los habitantes importa; b) la densidad es generalmente beneficiosa pero más a nivel del suelo; c) el movimiento local es beneficioso, el movimiento a gran escala no lo es tanto; d) la riqueza relativa y el número de vecinos tiene un efecto mayor que estar en una calle sin salida o estar en una calle de paso. También restableció que los callejones sin salida simples y lineales con un buen número de viviendas unidas por calles tienden a ser seguros. En cuanto a la permeabilidad, sugiere que las áreas residenciales deberían ser lo suficientemente permeables para permitir el movimiento en todas las direcciones, pero no más. La provisión excesiva de permeabilidad mal utilizada es un riesgo de crimen.
La segunda reserva se refiere a los efectos de la permeabilidad para los vehículos motorizados privados. Melia (2012) propuso los términos "permeabilidad sin filtrar" y "permeabilidad filtrada" para distinguir entre los dos enfoques.
La permeabilidad sin filtrar es la visión apoyada por los Nuevos Urbanistas de que los diseños urbanos deben seguir calles de uso "tradicional" o mixto, donde los peatones, ciclistas y vehículos motorizados sigan las mismas rutas. La principal ventaja que se alega para este enfoque es que "conduce a una distribución más uniforme del tráfico motorizado en toda el área y, por lo tanto, evita la necesidad de caminos de distribución".
También hay una variedad de argumentos presentados por los defensores del espacio compartido de que donde las velocidades son bajas, los usuarios de la vía deben mezclarse en lugar de segregarse.

## Permeabilidad filtrada
La permeabilidad filtrada es el concepto, apoyado por organizaciones como Sustrans, que indica que las redes para caminar y andar en bicicleta deben ser más permeables que la red vial para vehículos motorizados. Se argumenta que esto alenta a caminar y andar en bicicleta al brindar un entorno más atractivo libre de tráfico y una ventaja de tiempo y conveniencia sobre la conducción de automóviles. La evidencia de este punto de vista proviene de ciudades europeas como Freiburg, y de su suburbio ferroviario Vauban, y Groningen, que han alcanzado altos niveles de peatones y ciclistas siguiendo principios similares, a veces descritos como: "un grano grueso para los automóviles y un grano fino para los ciclistas y peatones". La permeabilidad filtrada requiere que los ciclistas, los peatones (y a veces transporte público) estén separados de los vehículos motorizados privados en algunos lugares, aunque se puede combinar con soluciones de espacio compartido, en otros lugares del mismo pueblo o ciudad. Este es el caso de ciudades holandesas como Drachten .
El principio de permeabilidad filtrada fue respaldado por primera vez en la guía del gobierno británico para el programa de ciudades ecológicas en 2008  y más tarde por una alianza de 70 organizaciones preocupadas por la salud pública, la planificación y el transporte en su declaración de política: Take Action on Active Travel.
Se ha producido un debate paralelo en América del Norte, donde los investigadores propusieron y aplicaron Fused Grid, un patrón de red de calles urbanas que sigue los principios de permeabilidad filtrada, para abordar las deficiencias percibidas tanto de la cuadrícula 'tradicional' como de los diseños de calles suburbanas más recientes. Un estudio realizado en el estado de Washington encontró que la cuadrícula fusionada se asoció con niveles de caminar significativamente más altos que las otras dos alternativas. Una comparación reciente de siete diseños de vecindarios encontró un aumento de entre 43 y 32 por ciento de caminar con respecto a un suburbano convencional y la cuadrícula tradicional en un diseño de cuadrícula fusionada, que tiene una mayor permeabilidad para los peatones que para los automóviles debido a la inclusión de caminos solo para peatones. También mostró un rango de 7 a 10 por ciento de reducción en la conducción con respecto a los seis diseños de vecindario restantes en el conjunto.

## Permeabilidad y conectividad
Stephen Marshall ha buscado diferenciar los conceptos de "conectividad" y "permeabilidad" (véase dibujo). Según la definición de Marshall, "conectividad" se refiere únicamente al número de conexiones hacia y desde un lugar en particular, mientras que "permeabilidad" se refiere a la capacidad de esas conexiones para transportar personas o vehículos.
Los estudios de tráfico sobre la influencia de los patrones de calles en los viajes generalmente pasan por alto esta distinción y, en cambio, se utilizan dos métricas para caracterizar un patrón de calles con fines de viaje: conectividad y densidad de intersecciones, las cuales se refieren a calles regulares de la ciudad. Esta omisión es a menudo el resultado de la falta de disponibilidad de datos para conectores que no aparecen en los mapas y no se pueden codificar geográficamente. En consecuencia, se pasa por alto el efecto potencial de los conectores que son accesibles solo para peatones y bicicletas en la elección del modo y la extensión del viaje. El estudio mencionado muestra que diferenciar entre calles pavimentadas normales y caminos no vehiculares arroja resultados claros y positivos sobre la influencia de estos últimos.
La distinción entre permeabilidad y conectividad se vuelve más clara en la práctica. Ampliar las carreteras dentro de una red que conducen a los destinos aumentaría la permeabilidad de la red, pero dejaría sin cambios su conectividad. Por el contrario, la transformación de las calles existentes que forman parte de un plan de cuadrícula en callejones sin salida enlazados y permeables, como se hizo en Berkeley, CA y Vancouver, BC, mantiene intacta su conectividad pero limita su permeabilidad solo a peatones y bicicletas, mientras que "filtra" el transporte motorizado.